# Куаньи, Жан-Антуан де Франкето
Жан-Антуан де Франкето (фр. Jean-Antoine de Franquetot; ум. 2 июля 1652, под Парижем), граф де Куаньи — французский генерал.

## Биография
Сын Робера II де Франкето (ум. 1666), сеньора де Тур-ла-Вилля, Франкето, Куаньи, Кретвиля, президента Руанского парламента, и Анн Анзере де Курводон.
Маркиз де Франкето, сеньор де Сен-Жоре и д’Апвиль, государственный советник.
Начал службу в 1618 году в роте жандармерии. Участвовал в атаке Пон-де-Се (1620), осадах Сен-Жан-д’Анжели, Клерака, Монтобана и Монёра (1621), Сент-Антонена и Монпелье (1622), Ла-Рошели (1627—1628), штурме Сузы и осадах Прива и Алеса (1629), завоевании Савойи (1630), осаде Нанси (1633), битве при Авене (1635), осадах Корби (1636), Ландреси и Ла-Капели (1637), Сент-Омера (1638), Эдена (1639), Арраса (1640), Эра (1641). 30 июня 1641 стал прапорщиком роты жандармов королевы.
4 июля 1642 в Нарбоне, по смерти графа Дентевиля, был назначен капитан-лейтенантом той же роты. Командовал ею в 1642 году при осадах Кольюра и Перпиньяна, и в составе Пикардийской армии в 1643-м. 27 сентября того же года был награжден пенсионом в четыре тысячи ливров за двадцатипятилетнюю службу и ранения, поличенные при осадах Полимона, Ранти и Ле-Катле, и в Седанском сражении.
В 1644 году служил при осаде Гравелина, в 1645-м Бетюна и Сен-Венана. Кампмаршал (26.05.1646), служил при осадах Дюнкерка (1646), Ла-Басе и Ланса (1647). В 1648 году учкствовал в осаде Ипра, а в битве при Лансе командовал всем корпусом жандармерии, который трижды собирал и водил в атаку, в результате сумев опрокинуть вражеские батальоны и получив несколько ран. 10 сентября 1648 был направлен кампмаршалом в армию принца Конде, в составе которой провел зиму. Во время осады Парижа в 1649 году командовал отдельным четырехтысячным отрядом, но последствия ранений не позволили ему продолжить службу и в июле 1649 Жан-Антуан был отставлен от командования ротой жандармов королевы и покинул армию. В следующем году сеньория Куаньи была возведена в ранг графства. Жан-Антуан не смог оставаться сторонним наблюдателем гражданской войны, был возмущен мятежом и изменой принца Конде, и, несмотря на плохое состояние здоровья, снова принял командование отрядом в армии Тюренна и погиб в бою в Сент-Антуанском предместье.

## Семья
Жена (контракт 6.06.1634): Мадлен Патри, дама де Вильре, дочь Жака Патри, сеньора де Вильре, Круазиль, Монтиньи, Куртмот, Лон и дю Боск, и Рене де Ранти
Дети:
- Робер-Жан-Антуан (1648—10.10.1704), граф де Куаньи
- Рене. Муж (1661): Франсуа-Иларион де Франкето, сеньор д’Осе, ее кузен